# Olympische Winterspiele 1952/Teilnehmer (Großbritannien)
| Gelbes Symbol für Goldmedaillen mit stilisierten Olympischen Ringen | Graues Symbol für Silbermedaillen mit stilisierten Olympischen Ringen | Braundes Symbol für Bronzemedaillen mit stilisierten Olympischen Ringen |
| ------------------------------------------------------------------- | --------------------------------------------------------------------- | ----------------------------------------------------------------------- |
| 1                                                                   | —                                                                     | —                                                                       |

Großbritannien nahm an den VI. Olympischen Winterspielen 1952 in der norwegischen Hauptstadt Oslo mit einer Delegation von 18 Athleten in drei Disziplinen teil, davon acht Männer und zehn Frauen. Es war damit die einzige Nation, die mit mehr Frauen als Männer zu den Spielen antrat. Jeannette Altwegg gelang mit ihrem Olympiasieg im Eiskunstlauf der einzige britische Medaillengewinn.
Fahnenträger bei der Eröffnungsfeier war der Eiskunstläufer John Nicks.

## Teilnehmer nach Sportarten

### Eiskunstlauf
Frauen
- Jeannette Altwegg
Gold  (161,756)

- Patricia Devries
17. Platz (132,811)

- Valda Osborne
11. Platz (144,767)

- Barbara Wyatt
7. Platz (148,378)

Paare
- Jennifer Nicks & John Nicks
4. Platz (10,600)

- Peri Horne & Raymond Lockwood
11. Platz (9,133)

### Eisschnelllauf
Männer
- John Hearn
1500 m: 38. Platz (2:40,1 min)
5000 m: 17. Platz (8:47,0 min)
10.000 m: 10. Platz (17:41,5 min)

- Norman Holwell
500 m: 21. Platz (45,4 s)
1500 m: 14. Platz (2:24,5 min)
5000 m: 16. Platz (8:44,5 min)
10.000 m: 15. Platz (18:02,4 min)

- Bill Jones
500 m: 34. Platz (46,9 s)
1500 m: 35. Platz (2:32,2 min)
5000 m: 31. Platz (9:03,7 min)

### Ski Alpin
Männer
- John Boyagis
Abfahrt: 39. Platz (2:55,6 min)
Riesenslalom: 43. Platz (2:52,5 min)
Slalom: im Vorlauf ausgeschieden

- Noel Harrison
Abfahrt: 58. Platz (3:21,5 min)
Riesenslalom: 74. Platz (3:24,1 min)
Slalom: im Vorlauf ausgeschieden

- Rupert de Larrinaga
Riesenslalom: 71. Platz (3:16,9 min)

Frauen
- Fiona Campbell
Abfahrt: 33. Platz (2:26,1 min)
Riesenslalom: 36. Platz (2:39,8 min)

- Hilary Laing
Abfahrt: disqualifiziert
Riesenslalom: 24. Platz (2:20,7 min)
Slalom: 24. Platz (2:27,9 min)

- Sheena Mackintosh
Abfahrt: 26. Platz (1:58,6 min)
Riesenslalom: 28. Platz (2:22,5 min)
Slalom: 28. Platz (2:29,4 min)

- Vora Mackintosh
Abfahrt: disqualifiziert
Riesenslalom: 38. Platz (2:57,1 min)